# Marcey-les-Grèves
Marcey-les-Grèves est une commune française, située dans le département de la Manche en région Normandie, peuplée de 1 286 habitants.

## Géographie

### Localisation
La commune est à l'ouest de l'Avranchin, au nord de l'estuaire de la Sée, au fond de la baie du Mont-Saint-Michel. Son bourg est à 3,5 km au nord-ouest d'Avranches et à 8,5 km au sud-est de Sartilly.
| Lolif   | Lolif                                          | Saint-Jean-de-la-Haize                                   |
| Bacilly | Marcey-les-Grèves                              | Saint-Jean-de-la-Haize                                   |
| Vains   | Estuaire de la Sée (baie du Mont-Saint-Michel) | Avranches Estuaire de la Sée (baie du Mont-Saint-Michel) |

### Hydrographie
La commune est située dans le bassin Seine-Normandie. Elle est drainée par la Sée, la Braize, le fossé 01 de la Chatière et un autre petit cours d'eau,.
La Sée, d'une longueur de 79 km, prend sa source dans la commune de Sourdeval et se jette dans le golfe de Saint-Malo en limite du Val-Saint-Père et de Vains, après avoir traversé 20 communes.
La Braize, d'une longueur de 16 km, prend sa source dans la commune du Parc et se jette  dans la Sée sur la commune, après avoir traversé huit communes. Les caractéristiques hydrologiques de la Braize sont données par la station hydrologique située sur la commune de Lolif. Le débit moyen mensuel est de 0,389 m3/s. Le débit moyen journalier maximum est de 4,39 m3/s, atteint lors de la crue du 12 novembre 2000. Le débit instantané maximal est quant à lui de 9,46 m3/s, atteint le 19 mai 1999.

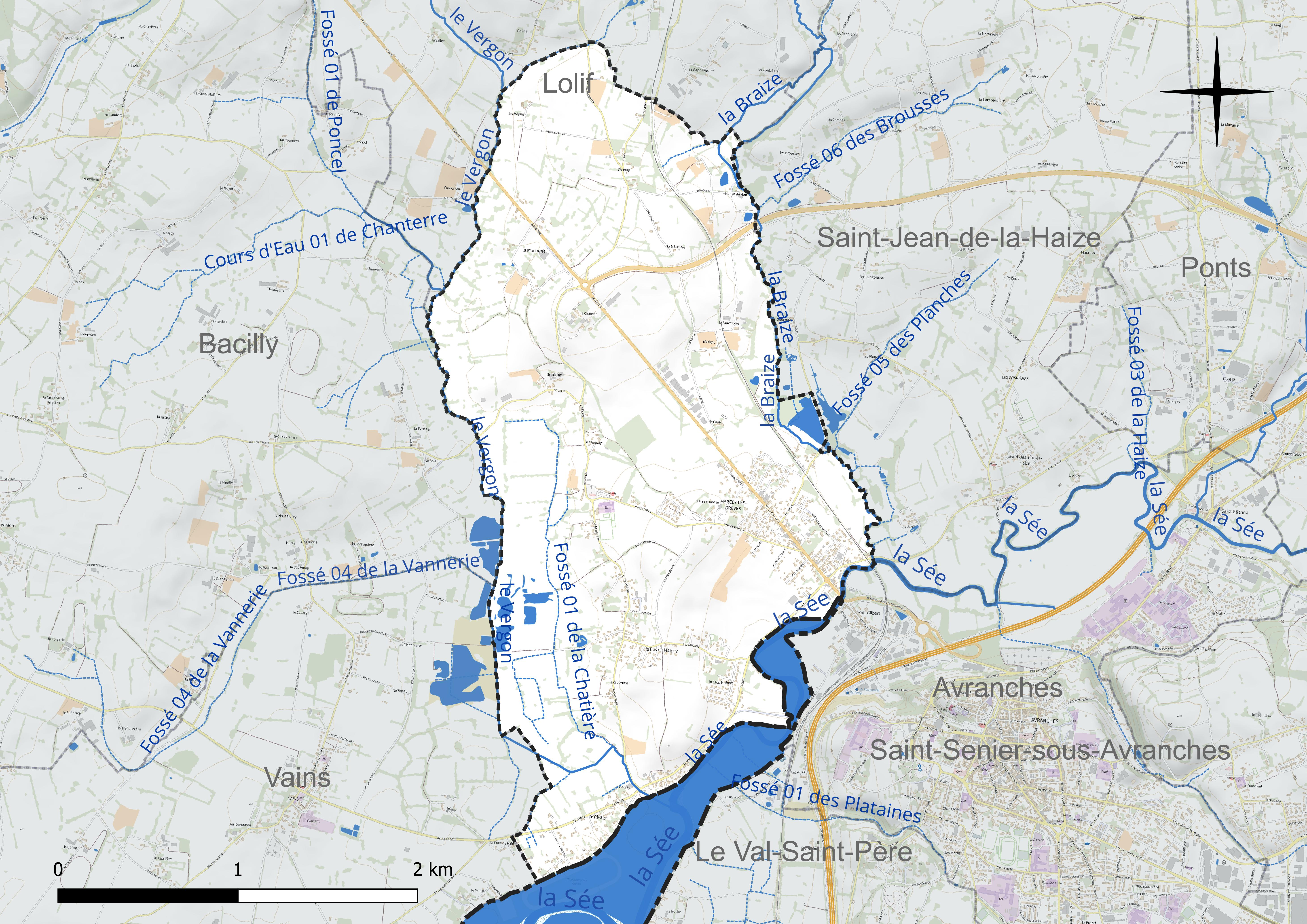
Réseau hydrographique de Marcey-les-Grèves.

### Climat
Pour des articles plus généraux, voir Climat de la Normandie et Climat de la Manche.
En 2010, le climat de la commune est de type climat océanique franc, selon une étude du CNRS s'appuyant sur une série de données couvrant la période 1971-2000. En 2020, Météo-France publie une typologie des climats de la France métropolitaine dans laquelle la commune est exposée à un climat océanique et est dans la région climatique  Bretagne orientale et méridionale, Pays nantais, Vendée, caractérisée par une faible pluviométrie en été et une bonne insolation.
Pour la période 1971-2000, la température annuelle moyenne est de 11 °C, avec une amplitude thermique annuelle de 11,6 °C. Le cumul annuel moyen de précipitations est de 879 mm, avec 13,8 jours de précipitations en janvier et 8,5 jours en juillet. Pour la période 1991-2020, la température moyenne annuelle observée sur la station météorologique la plus proche, située sur la commune de Pontorson à 18 km à vol d'oiseau, est de 11,9 °C et le cumul annuel moyen de précipitations est de 821,3 mm,. Pour l'avenir, les paramètres climatiques de la commune estimés pour 2050 selon différents scénarios d’émission de gaz à effet de serre sont consultables sur un site dédié publié par Météo-France en novembre 2022.

## Urbanisme

### Typologie
Au 1er janvier 2024, Marcey-les-Grèves est catégorisée ceinture urbaine, selon la nouvelle grille communale de densité à sept niveaux définie par l'Insee en 2022.
Elle appartient à l'unité urbaine d'Avranches, une agglomération intra-départementale regroupant cinq communes, dont elle est une commune de la banlieue,,.
Par ailleurs la commune fait partie de l'aire d'attraction d'Avranches, dont elle est une commune de la couronne,. Cette aire, qui regroupe 32 communes, est catégorisée dans les aires de moins de 50 000 habitants,.
La commune, bordée par la Manche, est également une commune littorale au sens de la loi du 3 janvier 1986, dite loi littoral. Des dispositions spécifiques d’urbanisme s’y appliquent dès lors afin de préserver les espaces naturels, les sites, les paysages et l’équilibre écologique du littoral, comme le principe d'inconstructibilité, en dehors des espaces urbanisés, sur la bande littorale des 100 mètres, ou plus si le plan local d'urbanisme le prévoit.

### Occupation des sols
L'occupation des sols de la commune, telle qu'elle ressort de la base de données européenne d’occupation biophysique des sols Corine Land Cover (CLC), est marquée par l'importance des territoires agricoles (84,8 % en 2018), en diminution par rapport à 1990 (90,9 %).
La répartition détaillée en 2018 est la suivante : prairies (38,8 %), zones agricoles hétérogènes (33,1 %), zones urbanisées (14,5 %), terres arables (12,9 %), espaces verts artificialisés, non agricoles (0,7 %).

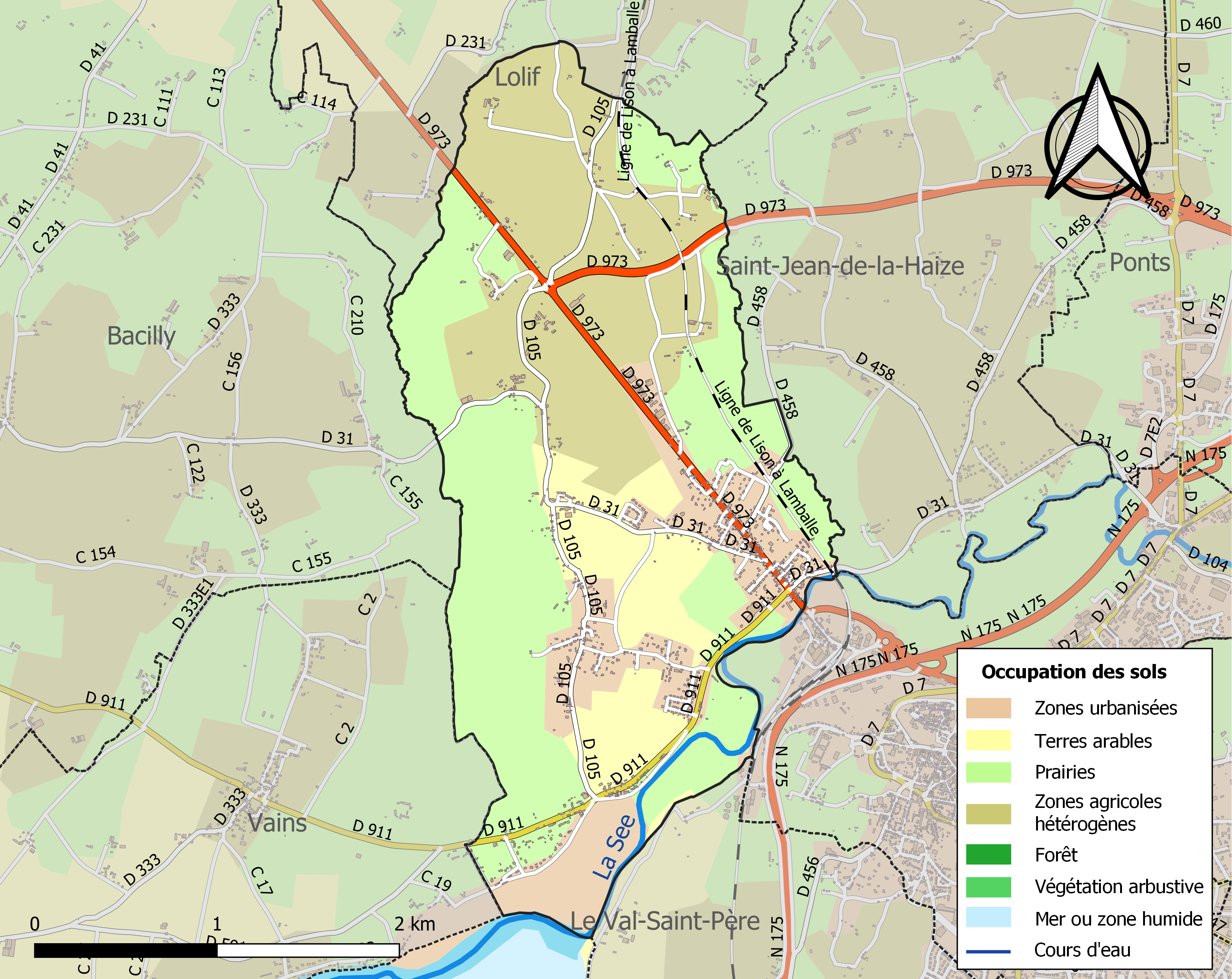
Carte des infrastructures et de l'occupation des sols de la commune en 2018 (CLC).

L'évolution de l’occupation des sols de la commune et de ses infrastructures peut être observée sur les différentes représentations cartographiques du territoire : la carte de Cassini (XVIIIe siècle), la carte d'état-major (1820-1866) et les cartes ou photos aériennes de l'IGN pour la période actuelle (1950 à aujourd'hui).

## Toponymie
Le nom de la localité est attesté sous la forme de Marceio en 1143.
Le toponyme serait issu d'un anthroponyme latin/roman tel que Marcius, Marcus ou Martius,.
En 1937, Marcey devient Marcey-les-Grèves.
Le gentilé est Marceyins.

## Histoire

### Moyen Âge
Selon le Domesday Book, un Raoul de Marcey était au côté de Guillaume le Conquérant à Hastings.
Vers 1200, l'église relevait de l'abbaye de Hambye.
Vers 1430, la baronnie de Marcey est entre les mains d'Alain du Chastelier, d'une famille bretonne, vicomte de Pommerit, dont il a hérité à la suite de son mariage avec Marguerite de Mauny.

### Temps modernes
En 1606, aveu d'Amaury Gouyon, baron de la Moussaye, vicomte de Pommerit, comte de Plouer et baron de Marcey.

### Révolution française et Empire
Au XVIIIe siècle, Jean-Louis de Carbonnel, chevalier de Saint-Louis est baron de Marcey et est cité comme seigneur de Camprond et de Belval. En 1794, sa veuve, Madeleine Tesson de La Mancelière (1747-1839), alors qu'elle figure dans la « fournée d'Avranches » échappera à la guillotine après l’arrestation de Robespierre.

## Politique et administration
| Période                                  | Période       | Identité          | Étiquette | Qualité         |
| ---------------------------------------- | ------------- | ----------------- | --------- | --------------- |
| août 1846                                | juin 1849     | Victor Turgot     |           |                 |
| juin 1849                                | novembre 1852 | François Poidvin  |           |                 |
| novembre 1852                            | août 1858     | J.Baptiste Allain |           |                 |
| août 1858                                | octobre 1876  | René Besnier      |           |                 |
| octobre 1876                             | mai 1900      | Victor.A.Primaux  |           |                 |
| mai 1900                                 | novembre 1904 | Adolphe Poidvin   |           |                 |
| novembre 1904                            | février 1910  | Antoine Guyard    |           |                 |
| février 1910                             | février 1918  | Victor Morin      |           |                 |
| février 1918                             | mai 1936      | Louis Delarbre    |           |                 |
| mai 1936                                 | juin 1955     | Louis Lemaitre    |           |                 |
| juin 1955                                | mars 1959     | Jacques Delarbre  |           |                 |
| mars 1959                                | janvier 1981  | René Pain         |           |                 |
| janvier 1981                             | mars 2008     | Pierre Morin      |           |                 |
| mars 2008                                | mai 2020      | André Masselin    |           | Retraité        |
| mai 2020                                 | En cours      | Élise Roussel     | SE        | Psychopédagogue |
| Les données manquantes sont à compléter. |               |                   |           |                 |

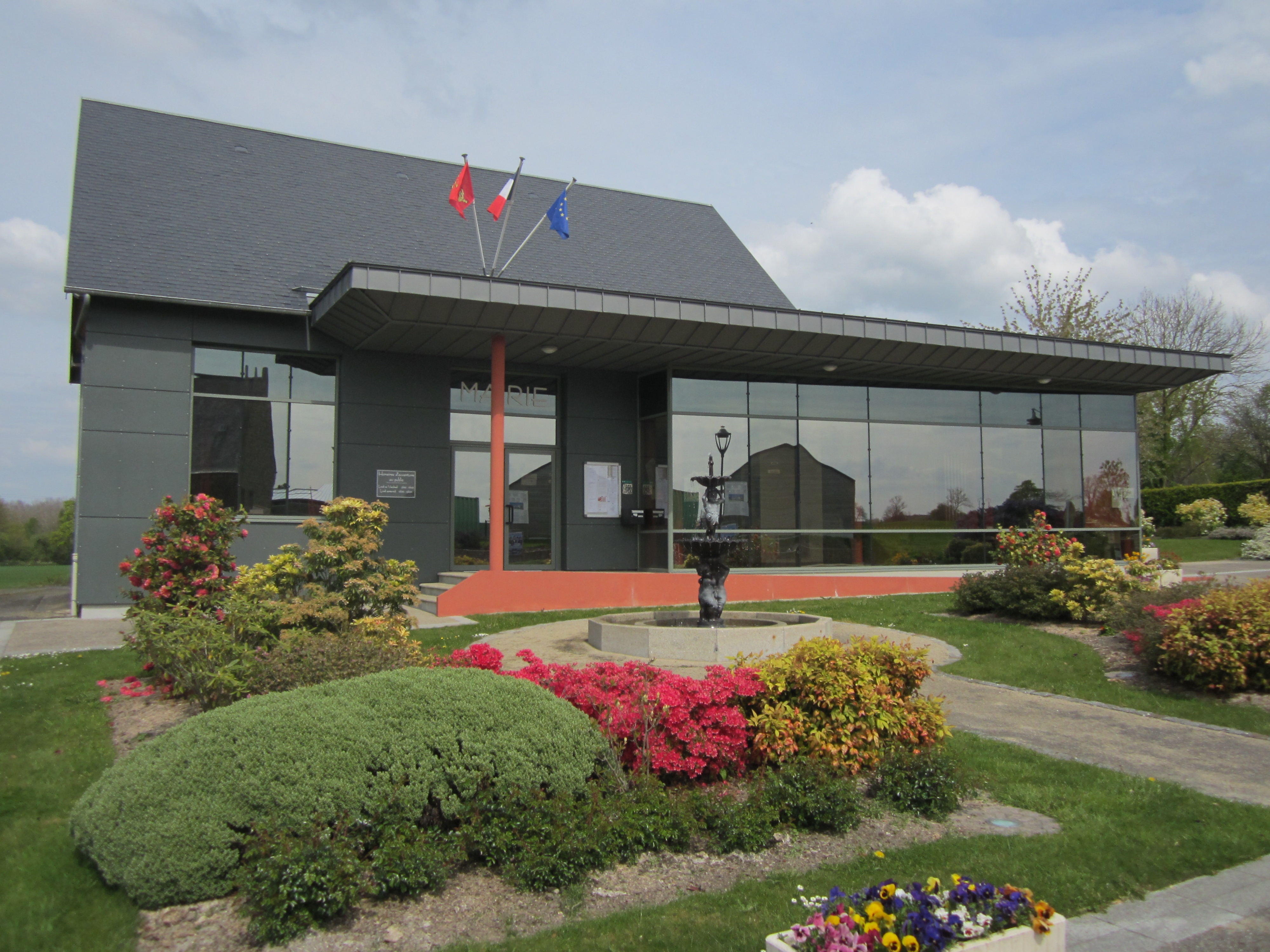
La mairie.

Le conseil municipal est composé de quinze membres dont le maire et trois adjoints.

## Population et société

### Démographie
L'évolution du nombre d'habitants est connue à travers les recensements de la population effectués dans la commune depuis 1793. Pour les communes de moins de 10 000 habitants, une enquête de recensement portant sur toute la population est réalisée tous les cinq ans, les populations de référence des années intermédiaires étant quant à elles estimées par interpolation ou extrapolation. Pour la commune, le premier recensement exhaustif entrant dans le cadre du nouveau dispositif a été réalisé en 2008.
En 2022, la commune comptait 1 286 habitants, en évolution de +0,7 % par rapport à 2016 (Manche : −0,31 %, France hors Mayotte : +2,11 %).
| 1793 | 1800 | 1806 | 1821 | 1831 | 1836 | 1841 | 1846 | 1851 |
| ---- | ---- | ---- | ---- | ---- | ---- | ---- | ---- | ---- |
| 806  | 776  | 861  | 900  | 904  | 890  | 904  | 930  | 950  |

| 1856 | 1861 | 1866 | 1872 | 1876 | 1881 | 1886 | 1891 | 1896 |
| ---- | ---- | ---- | ---- | ---- | ---- | ---- | ---- | ---- |
| 875  | 881  | 843  | 824  | 802  | 836  | 774  | 716  | 713  |

| 1901 | 1906 | 1911 | 1921 | 1926 | 1931 | 1936 | 1946 | 1954 |
| ---- | ---- | ---- | ---- | ---- | ---- | ---- | ---- | ---- |
| 695  | 715  | 749  | 705  | 715  | 714  | 774  | 738  | 710  |

| 1962 | 1968 | 1975 | 1982  | 1990  | 1999  | 2006  | 2008  | 2013  |
| ---- | ---- | ---- | ----- | ----- | ----- | ----- | ----- | ----- |
| 767  | 804  | 914  | 1 031 | 1 113 | 1 091 | 1 200 | 1 231 | 1 290 |

| 2018  | 2022  | - | - | - | - | - | - | - |
| ----- | ----- | - | - | - | - | - | - | - |
| 1 291 | 1 286 | - | - | - | - | - | - | - |

### Sports et loisirs
L'Étoile sportive de Marcey-les-Grèves.

## Culture locale et patrimoine

### Lieux et monuments
- Église Saint-Pair des XVIe – XXe siècles. Elle abrite une Vierge à l'Enfant du XVIe siècle classée au titre objet aux monuments historiques[39], une chaire à prêcher du XVIIIe, des fonts baptismaux du XVIIe[31].
- Château de Marcey du XVIIIe siècle, démoli en 1970. Son fronton a été replacé sur le bâtiment reconstruit à sa place[31].
- Ancien moulin de Marcey.
- Jardin remarquable contemporain Buis'art (1 000 m2).
- Monument aux morts, inauguré en 1921, sur le parking au bord de la rue des Écoles (RD 31), à côté du cimetière et de l'église. Il est surmonté de la statue du Poilu au repos, réalisée par Étienne Camus.
- Croix de cimetière du XVIIe siècle.
- Hippodrome crée en 1925.

Pour mémoire
Près de Soligny, télégraphe optique de Chappe.

### Personnalités liées à la commune
- Jean Oursin (Marcey, 1664 - 1746), écuyer puis conseiller secrétaire du roi Louis XIV et receveur général des tailles de la Généralité de Caen. Jean-Baptiste Oursin (1748-1794), son petit-fils, sera guillotiné pour complot antirévolutionnaire[31].